# Twierdzenie o ciągach jednomonotonicznych
Twierdzenie o ciągach jednomonotonicznych – jedna z podstawowych nierówności w matematyce. Można za jej pomocą dowieść wielu innych nierówności, takich jak nierówności między średnimi, nierówność Cauchy’ego-Schwarza, nierówność Czebyszewa.

## Twierdzenie
Niech ciągi {\displaystyle (a_{1},a_{2},\dots ,a_{n})} oraz {\displaystyle (b_{1},b_{2},\dots ,b_{n})} liczb rzeczywistych będą jednomonotoniczne, tzn. takie, że zachodzą nierówności:
{\displaystyle a_{1}\geqslant a_{2}\geqslant \ldots \geqslant a_{n}} i {\displaystyle b_{1}\geqslant b_{2}\geqslant \ldots \geqslant b_{n}}
lub
{\displaystyle a_{1}\leqslant a_{2}\leqslant \ldots \leqslant a_{n}} i {\displaystyle b_{1}\leqslant b_{2}\leqslant \ldots \leqslant b_{n}.}
Wówczas prawdziwe są nierówności:
{\displaystyle {\begin{aligned}&a_{1}b_{1}+a_{2}b_{2}+\ldots +a_{n}b_{n}\\[1ex]\geqslant {}&a_{1}b'_{1}+a_{2}b'_{2}+\ldots +a_{n}b'_{n}\\[1ex]\geqslant {}&a_{1}b_{n}+a_{2}b_{n-1}+\ldots +a_{n}b_{1}\end{aligned}}}
gdzie {\displaystyle (b'_{1},b'_{2},b'_{3},b'_{4},\dots ,b'_{n})} jest dowolną permutacją ciągu {\displaystyle (b_{1},b_{2},b_{3},b_{4},\dots ,b_{n}).}
Twierdzenie to jest prawdziwe również dla więcej niż dwóch ciągów, tak długo, jak są one tej samej monotoniczności.

## Dowód
W pierwszej kolejności sformułujmy tezę poprawniej.

## Twierdzenie
Niech {\displaystyle (a)_{s\leqslant n},} {\displaystyle (b)_{s\leqslant n}} będą ciągami o zgodnej monotoniczności długości {\displaystyle n} i niech {\displaystyle \pi } będzie permutacją na zbiorze {\displaystyle \{1,\dots ,n\}.} Wówczas
{\displaystyle {\begin{aligned}&\sum _{s=1}^{n}a_{s}\cdot b_{s}\\\geqslant {}&\sum _{s=1}^{n}a_{s}\cdot b_{\pi (s)}\\\geqslant {}&\sum _{s=1}^{n}a_{s}\cdot b_{n-s+1}\end{aligned}}}
Skupimy się na pierwszej z nierówności, gdyż druga już z niej wynika dość łatwo. Dowód będzie indukcyjny
Oczywiście dla ciągów o długości jeden teza jest oczywista.
Załóżmy zatem, że dowodzona nierówność zachodzi dla ciągów długości {\displaystyle n} i niech {\displaystyle (a)_{s\leqslant n+1},} {\displaystyle (b)_{s\leqslant n+1}} będą ciągami o zgodnej monotoniczności długości {\displaystyle n+1.} Niech ponadto {\displaystyle \pi } będzie permutacją zbioru {\displaystyle \{1,\dots ,n+1\}.} Jeśli {\displaystyle \pi (n+1)=n+1,} to {\displaystyle \pi ^{\star }=\pi |_{\{1,\dots ,n\}}} jest permutacją zbioru {\displaystyle \{1,\dots ,n\}} i wówczas
{\displaystyle {\begin{aligned}\sum _{s=1}^{n+1}a_{s}\cdot b_{s}&=a_{n+1}\cdot b_{n+1}+\sum _{s=1}^{n}a_{s}\cdot b_{s}\\&\geqslant a_{n+1}\cdot b_{n+1}+\sum _{s=1}^{n}a_{s}\cdot b_{\pi ^{\star }(s)}\\&=a_{n+1}\cdot b_{\pi (n+1)}+\sum _{s=1}^{n}a_{s}\cdot b_{\pi (s)}\\&=\sum _{s=1}^{n+1}a_{s}\cdot b_{\pi (s)}\end{aligned}}}
Załóżmy zatem, że {\displaystyle i=\pi ^{-1}(n+1),\,j=\pi (n+1)\neq n+1} i niech dla {\displaystyle s\in \{1,\dots ,n\}}
{\displaystyle \pi ^{\star }(s)={\begin{cases}j&s=i\\\pi (s)&s\neq i\end{cases}}}
Oczywiście {\displaystyle \pi ^{\star }} jest permutacją na zbiorze {\displaystyle \{1,\dots ,n\}.}
Ponadto mamy
{\displaystyle {\begin{aligned}\sum _{s=1}^{n+1}a_{s}b_{s}&=a_{n+1}b_{n+1}+\sum _{s=1}^{n}a_{s}b_{s}\\&\geqslant a_{n+1}b_{n+1}+\sum _{s=1}^{n}a_{s}b_{\pi ^{\star }(s)}\end{aligned}}}
oraz
{\displaystyle {\begin{aligned}&(a_{n+1}b_{n+1}+\sum _{s=1}^{n}a_{s}b_{{\pi }^{\star }(s)})-\sum _{s=1}^{n+1}a_{s}b_{\pi (s)}\\={}&(a_{n+1}b_{n+1}+\sum _{s=1}^{n}a_{s}b_{\pi ^{\star }(s)})-(a_{n+1}b_{\pi (n+1)}+\sum _{s=1}^{n}a_{s}b_{\pi (s)})\\={}&a_{n+1}\cdot (b_{n+1}-b_{\pi (n+1)})+\sum _{s=1}^{n}a_{s}\cdot (b_{\pi ^{\star }(s)}-b_{\pi (s)})\\={}&a_{n+1}\cdot (b_{n+1}-b_{j})+\sum _{s=1}^{n}a_{s}\cdot (b_{\pi ^{\star }(s)}-b_{\pi (s)})\\={}&a_{n+1}\cdot (b_{n+1}-b_{j})+a_{i}\cdot (b_{\pi ^{\star }(i)}-b_{\pi (i)})+\sum _{s=1,s\neq i}^{n}a_{s}\cdot \overbrace {(b_{\pi ^{\star }(s)}-b_{\pi (s)})} ^{=\,0}\\={}&a_{n+1}\cdot (b_{n+1}-b_{j})+a_{i}\cdot (b_{j}-b_{n+1})\\={}&(a_{i}-a_{n+1})\cdot (b_{j}-b_{n+1})\\[1ex]\geqslant {}&0\end{aligned}}}
skąd natychmiast
{\displaystyle {\begin{aligned}\sum _{s=1}^{n+1}a_{s}b_{s}&=a_{n+1}b_{n+1}+\sum _{s=1}^{n}a_{s}b_{s}\\&\geqslant a_{n+1}b_{n+1}+\sum _{s=1}^{n}a_{s}b_{\pi ^{\star }(s)}\\&\geqslant \sum _{s=1}^{n+1}a_{s}b_{\pi (s)}\end{aligned}}}
co należało dowieść.
Druga nierówność wynika z zastosowania pierwszej do ciągu {\displaystyle a^{\star }=(-a_{n-s+1})_{s\leqslant n}.}